# لوثر راكلي
لوثر راكلي (بالإنجليزية: Luther Rackley)‏ لاعب كرة سلة أمريكي سابق. بدأ مسيرته الاحترافية في سنة 1969. تم اختياره من قبل فريق سكرامنتو كينغز خلال الدرافت. يبلغ طوله 6 قدم 10 بوصة (2.1 م). اعتزل اللعب في 1973.

## المسيرة الاحترافية
لعب مع سكرامنتو كينغز في موسم 1969–1970، ثم لعب مع كليفلاند كافالييرز من سنة 1970 إلى 1972، ثم لعب مع نيويورك نيكس من سنة 1971 إلى 1973، ثم لعب مع فيلادلفيا سفنتي سيكسرز في سنة 1973.

## روابط خارجية
- لوثر راكلي على موقع إن بي أي (الإنجليزية)
- لوثر راكلي على موقع سبورتس رفرنس (الإنجليزية)
- لوثر راكلي على موقع كلية كرة السلة في سبورتس رفرنس.كوم (الإنجليزية)
- لوثر راكلي على موقع ريلجم (الإنجليزية)
- لوثر راكلي على موقع بروبوليرز (الإنجليزية)